# HD 12039
Désignations
HD 12039 ou DK Ceti est une étoile variable de la constellation de la Baleine, située à une distance de 134,7 ± 0,1 a.l. (∼ 41,3 pc) de la Terre. Elle est classée comme une étoile variable de type BY Draconis en raison des changements de luminosité causés par l'activité magnétique de surface couplée à la rotation de l'étoile. Le type spectral G4V est similaire à celle du Soleil, indiquant qu'il s'agit d'une étoile de la séquence principale qui génère de l'énergie en son cœur grâce à la fusion thermonucléaire de l'hydrogène. La température effective de 5 585 K donne à l'étoile une teinte jaune. Elle a à peu près la même masse que le Soleil, mais n'émet que 89 % de la luminosité du Soleil. Il s'agit d'une jeune étoile dont l'âge est estimé entre 7,5 et 8 millions d'années et 30 millions d'années.
En 2006, un disque de débris a été découvert en orbite autour de HD 12039 grâce à des observations du télescope spatial Spitzer en infrarouge. On estime que ces petits corps forment une ceinture d'astéroïdes. La température mesurée de ce matériel est de 110 [K, ce qui les place sur une orbite située entre 4 et 6 ua de l'étoile, soit à peu près à la même distance que celle où Jupiter orbite autour du Soleil. Ce disque de débris pourrait avoir été créé par la rupture d'un seul planétésimal de 100 km de diamètre lors d'une collision. Le système stellaire ne présente pas d'excès d'infrarouge à 70 μm, ce qui indique qu'il ne possède pas de disque de poussière externe froid.
L'étoile a été examinée pour détecter la présence d'une planète extrasolaire dont la masse se situe entre 2 et 10 MJ et dont la distance orbitale est comprise entre 3 et 15,5 ua. En 2007, un compagnon stellaire proche a probablement été découvert. Cet objet est séparé de l'étoile primaire par 0,15 seconde d'arc, ce qui rend peu probable qu'il s'agisse d'un objet d'arrière-plan.
HD 12039 a été proposée comme membre de l'association Toucan-Horloge, une association de jeunes étoiles ayant un mouvement commun dans l'espace. L'association Toucan-Horloge est âgée d'environ 30 millions d'années,. Les composantes de la cinématique stellaire de cette étoile sont [U, V, W] = [−0,6, −16,3, 5,0] km/s. Elle orbite autour du centre galactique avec une excentricité orbitale de 0,06, à une distance qui varie de 7,11 à 8,01 kpc (∼23 200 à 26 100 al) du noyau galactique. L'inclinaison de son orbite la porte jusqu'à environ 90 pc (∼294 al) au-dessus du plan galactique.